# Pokoli lány
A Pokoli lány (Dzsigoku Sódzso (地獄少女; Hepburn: Jigoku Shōjo), Hell Girl , vagy Jigoku Shoujo: Girl From Hell) japán manga- és animesorozat, amelyet a Studio Deen készített. A történet egy különleges weblap körül bonyolódik, melynek neve Pokoli Kapcsolat és éjfélkor nyílik csak meg, azok számára, akik valamiképp bosszút akarnak állni valakin, aki gyötri őket. Ha ekkor elküldik a célszemély nevét, megjelenik a Pokoli lány, vagyis Enma Ai, aki beteljesíti a bosszút, de ezért a kérést küldő is szintén nagy árat fizet, halála után a pokolra jut.
Kiadta a Aniplex és a Studio Deen, rendezője: Ómori Takahiro.
"Az emberek világa kötelékekből áll.
A gubancos szálak úgy ágaznak szét, mint a vörös pókliliom törékeny virága.
A düh, a fájdalom és a könnyek erejével, mikor az éjfél függönye felgördül, az engesztelhetetlen bosszúvágy beteljesül."

## Szereplők

### Főszereplők
Enma Ai (閻魔 あい; Hepburn: Enma Ai)
- Japán hangja: Noto Mamiko
- Angol hangja: Brina Palencia

Törékeny, hosszú fekete hajú, spirituális lény, aki az örök alkonyat világában él a nagymamájával. Az ő számítógépére érkeznek be a titokzatos weboldalról elküldött kérések. Általában fekete színű (tehát téli) japán iskolás tengerész egyenruhát hord, de ha elragadja egy áldozatát, átöltözik egy fekete kimonóba, amely színes virágmotívumokkal van díszítve. Ezek a virágok az utolsó dolgok, amiket haláluk előtt látnak.
Ai a Pokoli Lány pályafutását a saját ügyével kezdte, mikor a faluja lakói úgy döntöttek, hétéves korában szertartásosan feláldozzák őt a kis település fölé magasodó hegy szellemének, ám a szülei megmentették és hosszú évekig a hegyen bujtatták. A kislány nem volt népszerű, azt sugdosták róla, hogy démonok ivadéka. Szentaró (仙太郎; Hepburn: Sentarō), unokatestvére és egyetlen barátja vitt számára ételt és ruhát. A különösen rossz termés miatt a falusiak gyanakodni kezdtek és egy alkalommal követték Szentarót titkos éjszakai útján. Felháborodottan, hogy a személyes óhajaikat a többség érdeke elé helyezték, elfogták Ait, és a szüleivel együtt elevenen eltemették. Szentarót a kényszer vitte rá, hogy ebben ne akadályozza meg őket, ha ugyanis ellenáll, akkor nemcsak ő maga, de minden családtagja is bűnhődik. A lány azonban kitört a sírjából bosszúvágya erejével, és a földig égette a falut. A lángok előtt táncolt és azt a dalocskát énekelte, amivel utoljára Szentaróval közösen múlatták az időt. A fiú látta a tüzet és Ai szellemét is. Az önvádtól hajtva később egy templomot építtetett az egykori falu helyére.
Vanjúdó, egyik társa megjegyzése szerint Ai-nak még vannak érzései, habár sosem mutatja ki őket.
Természetfeletti képességei közül megfigyelhető többek között az illúziók keltése és a teleportálásra való képesség.
Ai nem mindentudó, az egyes epizódokban sok időt tölt ki a szereplők indítékainak felderítése.
Vanjúdó (輪入道; Hepburn: Wanyūdō)
- Japán hangja: Szugó Takajuki
- Angol hangja: R. Bruce Elliott

Vanjúdó az első Ai három társa körül. Általában mint öregember jelenik meg, régimódi japán öltözéket viselve, nyaka körül egy vörös sálat hord.
Habár vénnek tűnik sokszor adja tanulságát, hogy képzett a harcművészetekben és emberfeletti erővel bír.
Icsimoku Ren (一目 連; Hepburn: Ichimoku Ren)
- Japán hangja: Macukaze Maszaja
- Angol hangja: Todd Haberkorn

Ren másodikként csatlakozott Aihoz. Rendszerint egy fiatalember alakjában jelenik meg. Képes megidézni egy különálló nagy szemgolyót, amivel egyaránt tud kémkedni és támadni is.
Ren egy ereklye szellem, ami az esetében annyit tesz- valaha egy katana volt, jelenlegi formáját Aitól nyerte, aki eldobva találta egy sziklán. Ai úgy vélte Ren keres valamit és megkérte, hogy csatlakozzon hozzájuk. Ren pedig belement, mondván, hogy a szikla már kezdett unalmas lenni.
Hone Onna (骨女; Hepburn: Hone Onna) - A Csont Asszony
- Japán hangja: Honda Takako
- Angol hangja: Jennifer Seman

Hone Onna harmadikként társul Ai csapatához. Rendszerint olyan nőként jelenik meg, aki a kimonója övét elöl köti meg, ahogy a prostituáltak szokták (akik egy este többször is megoldják az övüket, nem vesződhetnek azzal, hogy hátul kötik meg a csomóját) - bár a második sorozatban az obija már hátul van megkötve. Nem szereti ha "anyókának", "néninek" vagy "vénasszonynak" hívják.

### Visszatérő szereplők
Sibata Hadzsime (柴田 一; Hepburn: Shibata Hajime)
- Japán hangja: Ueda Júdzsi
- Angol hangja: John Burgmeier

Olyan korábbi újságíró, aki jelenében azzal keres pénzt, hogy botrányaik bizonyítékával hírességeket zsarol. A Pokoli Lány honlapjáról keringő szóbeszédek felkeltették az érdeklődését és elkezd vizsgálódni utána, de mert neki a lap nem nyílik meg egy olyan személyt keres aki már látta a site-ot. Mindezeken túl lánya, Cugumi úgy tűnik rejtélyes összeköttetésben áll Enma Ai-jal és bármi jelentőset lát, amit Ai is. A sorozat második szezonjában ő lesz Ai életrajzának írója.
Sibata Cugumi (柴田 つぐみ; Hepburn: Shibata Tsugumi)
- Japán hangja: Mizuki Nana
- Angol hangja: Luci Christian

Hadzsime kislánya, aki egy napon meglátja Ait és ettől kezdve rejtélyes összeköttetésben marad vele. Először mindent elmond apjának amit Ai-jal kapcsolatban lát, de a sorozat előrehaladásával vonakodóbbá válik, és vitázni kezd azon apjával, hogy meg kell e állítani a Pokoli Lányt vagy sem.
Sibata Ajumi (柴田 あゆみ; Hepburn: Shibata Ayumi)
- Japán hangja: Nabatame Hitomi
- Angol hangja: Colleen Clinkenbeard

Hadzsime korábbi felesége, a férfi több időt szentelt a munkájának mint a családjának, úgy gondolta a pénzen keresztül teheti boldoggá a nejét és kárpótolni az asszonyt azokért az időszakokért mikor nincs vele. Ajumi magányában viszonyt kezdett egy politikussal, aki után Hadzsime történetesen kémkedett. Az incidens miatt a férfi elűzte a feleségét és megtiltotta, hogy érintkezzen a lányukkal. Egy pár hónappal később Ajumi autóbalesetben elhunyt. Cugumi megőrizte anyja fülbevalóit emléknek. Hadzsime még mindig szereti Ajumit, az emlékét vezeklésként ápolja magában, mert abban a hitben él, hogy közvetve ugyan, de részese a halálának.
Kurebajasi Takuma (紅林 拓真; Hepburn: Kurebayashi Takuma)
- Japán hangja: Fudzsimura Ajumi

Takuma egy csendes fiú, aki a Lovely Hillsen (Kedves dombok) él. Gyakran terrorizálták a városlakók, akik azt gondolták, hogy az Ördög gyermeke, így a helyzete sokban hasonlít Aiéra, mikor a Pokoli Lány még a saját falujában élt. Takuma első megjelenésekor az anyját megölte az apja egy barátja. Amikor a gyilkos Takuma elhallgattatására készült a pokolra küldték. Ez után érkeztek meg a rendőrök és végre tisztázódott a helyzete.
Ismeretlen, hogy Takuma rendelkezik e Aihoz hasonló spirituális erőkkel, de a képességei e téren meghaladják a közönséges emberekét.

## Enma Ai szövege
Amit akkor mond, amikor átnyújtja a csutkababát.
Ha kioldod a piros fonalat, kettőnk közt megköttetik a szerződés, és a bosszú tárgya azonnal a pokolra jut. Ám vigyázz! Cserébe meg kell fizetned érte nekem. A te lelked is a pokolra jut, kínok és szenvedés között fog bolyongani örökkön-örökké. Persze csak miután meghalsz.
Japánul, Hepburn-átírással:
Watashi wa Enma Ai. Uketorinasai. Anata ga hontoni urami o harashitaito omounara, sono akai ito o tokeba ii. Ito o tokeba, watashi to seishiki ni keiyaku o kawashita koto ni naru. Urami no aite wa sumiyaka ni jigoku e nagasareru wa. Tadashi, urami wo harashitara, anata jishin ni mo daishiyou o shiharattemorau. Hito wo norowa anafutatsu. Keiyaku o kawashitara, anata no tamashii mo jigoku he ochiru. Gokuraku joudo ni wa ikezu, anata no tamashii wa itamito kurushimi o ajiwai nagara eien ni samayou koto ni naru wa. Shinda ato no hanashitakedo. Sorede mo ii no? Ato wa anata ga kimerukoto yo.
Jelentés magyarul:
Az én nevem Enma Ai. Vedd ezt el. Ha valóban bosszút akarsz állni, oldd ki a piros fonalat. Miután kioldottad, hivatalosan is létrejön közöttünk a szerződés. Bosszúd tárgya azonnal a pokolra jut. De (vigyázz), a bosszúd beteljesülésének meg kell fizetned az árát. Az átok a te fejedre is visszahull. Miután megkötöttük a szerződést, a te lelked is a pokolra jut. Nem juthatsz be a Paradicsomba, lelked örökkön örökké megnyugvás nélkül bolyongani fog. Természetesen csak halálod után. Így is akarod? A döntés a te kezedben van.
Illetve amit akkor mond, mielőtt valakit a pokolra visz.
Japánul kandzsikkal:
闇に惑いし哀れな影、人を傷つけ貶めて、罪に溺れし業の魂…いっぺん、 死んで見る?
Japánul, Hepburn-átírással:
Yami ni madoishi aware na kage, hito o kizutsuke otoshimete, sumini oboreshi gou no tama… ippen shinde miru?
Jelentés magyarul:
Sötétben bolyongó szánalmas árnyék, aki másoknak fájdalmat okozol, bűnben elmerült tisztátalan lélek… kíváncsi vagy, milyen a halál?

## Zene

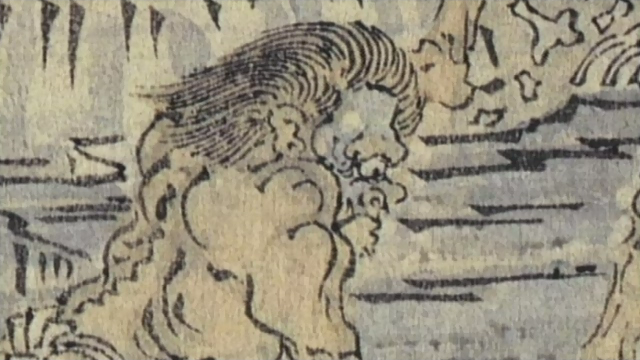
Az anime nyitójelenetének egy részlete, Kavanabe Kjószai festményével

### Dzsigoku Sódzso

#### Nyitódal
Szakaszama no Csó (逆さまの蝶; Hepburn: Sakasama no Chō, ’A fordított pillangó’)
Dalszöveg: SNoW, Jamano Hideaki
Előadó: SNoW

#### Záródal
Karinui (かりぬい; Hepburn: Karinui, ’Összefércel’)
Dalszöveg: Mieno Hitomi
Előadó: Noto Mamiko

### Dzsigoku Sódzso: Futakomori

#### Nyitódal
NightmaRe (, ’Rémálom’)
Dalszöveg: Jamano Hideaki
Előadó: SNoW

#### Záródal
Aizome (あいぞめ; Hepburn: Aizome, ’Indigo festés’)
Dalszöveg: Aa (savage genius)
Előadó: Noto Mamiko

### Dzsigoku Sódzso: Micuganae

#### Nyitódal
Cukihana (月華; Hepburn: Tsukihana, ’Hold Virág’)
Dalszöveg: Kitade Nana
Előadó: Kitade Nana

#### Záródal
Ichi nuke (いちぬけ)
Dalszöveg: Mieno Hitomi
Előadó: Noto Mamiko

## Epizódok

### Dzsigoku Sódzso (1. évad)
| #  | Epizód címe | Első japán sugárzás |
| -- | --- | ------------------- |
| 1  | Az alkonyon túlról Jújami no Kanata Jori (夕闇の彼方より; Hepburn: Yūyami no Kanata Yori)                                        | 2005. október 4.    |
| 2  | Az űzött lány Miirareta Sódzso (魅入られた少女; Hepburn: Miirareta Shōjo)                                                        | 2005. október 11.   |
| 3  | Sárhalom Jogoreta Maundo (汚れたマウンド; Hepburn: Yogoreta Maundo)                                                              | 2005. október 18.   |
| 4  | A néma sikoly Kikoenu Szakebigoe (聞こえぬ叫び声; Hepburn: Kikoenu Sakebigoe)                                                    | 2005. október 25.   |
| 5  | Nő a toronyban Takai Tó no Onna (高い塔の女; Hepburn: Takai Tō no Onna)                                                          | 2005. november 1.   |
| 6  | Ablak, kora délután Hiruszagari no Mado (昼下がりの窓; Hepburn: Hirusagari no Mado)                                              | 2005. november 8.   |
| 7  | A meghasadt maszk Hibivareta Kamen (ひびわれた仮面; Hepburn: Hibiwareta Kamen)                                                   | 2005. november 15.  |
| 8  | A csend hídjai Szeidzsaku no Madzsivari (静寂の交わり; Hepburn: Seijaku no Majiwari)                                             | 2005. november 22.  |
| 9  | Édes csapda Amai Vana (甘い罠; Hepburn: Amai Wana)                                                                               | 2005. november 29.  |
| 10 | A barát Tomodacsi (トモダチ; Hepburn: Tomodachi)                                                                                 | 2005. december 6.   |
| 11 | Az elszakadt fonál Csigireta Ito (千切れた糸; Hepburn: Chigireta Ito)                                                            | 2005. december 13.  |
| 12 | Széthullott szilánkok Koboreta Kakeratacsi (零れたカケラ達; Hepburn: Koboreta Kakeratachi)                                       | 2005. december 20.  |
| 13 | A tisztítótűz angyala Rengoku Sódzso (煉獄少女; Hepburn: Rengoku Shōjo)                                                          | 2005. december 27.  |
| 14 | A zsákutca túlsó végén Fukurokódzsi no Mukó (袋小路の向こう; Hepburn: Fukurokōji no Mukō)                                        | 2006. január 3.     |
| 15 | Nők a szigeten Sima no Onna (島の女; Hepburn: Shima no Onna)                                                                     | 2006. január 17.    |
| 16 | Éjjel a vándorcirkuszban Tabigeinin no Joru (旅芸人の夜; Hepburn: Tabigeinin no Yoru)                                            | 2006. január 24.    |
| 17 | Az ablakból nyíló táj Garaszu no Fúkei (硝子ノ風景; Hepburn: Garasu no Fūkei)                                                    | 2006. január 31.    |
| 18 | A megzsarolt lány Sibarareta Sódzso (縛られた少女; Hepburn: Shibarareta Shōjo)                                                   | 2006. február 7.    |
| 19 | A menyasszony-baba Hanajome Ningjó (花嫁人形; Hepburn: Hanayome Ningyō)                                                          | 2006. február 14.   |
| 20 | Pokoli Lány kontra Pokoli Fiú Dzsigoku Sódzso tai Dzsigoku Sónen (地獄少女 対 地獄少年; Hepburn: Jigoku Shōjo tai Jigoku Shōnen) | 2006. február 21.   |
| 21 | Kedves szomszéd Jaszasii Rindzsin (優しい隣人; Hepburn: Yasashii Rinjin)                                                         | 2006. február 28.   |
| 22 | A megbánás zivatara Kaikon no Ame (悔恨の雨; Hepburn: Kaikon no Ame)                                                             | 2006. március 7.    |
| 23 | Kórházi fények Bjótó no Hikari (病棟の光; Hepburn: Byōtō no Hikari)                                                              | 2006. március 14.   |
| 24 | Az alkony földje Júgure no Szato (夕暮れの里; Hepburn: Yūgure no Sato)                                                           | 2006. március 21.   |
| 25 | A Pokoli Lány Dzsigoku Sódzso (地獄少女; Hepburn: Jigoku Shōjo)                                                                  | 2006. március 28.   |
| 26 | A szálak elvarrása Karinui (かりぬい; Hepburn: Karinui)                                                                          | 2006. április 4.    |

### Dzsigoku Sódzso: Futakomori (2. évad)
| #  | Epizód címe | Első japán sugárzás |
| -- | --- | ------------------- |
| 1  | The Girl in the Dark Jami no Naka no Sódzso (闇の中の少女; Hepburn: Yami no Naka no Shōjo)                                                  | 2006. október 7.    |
| 2  | Bubbles Utakata (うたかた; Hepburn: Utakata)                                                                                                | 2006. október 14.   |
| 3  | Beloved Kei Itosi no Kei-csan (愛しのけいちゃん; Hepburn: Itoshi no Kei-chan)                                                               | 2006. október 21.   |
| 4  | Secret Himicu (秘密; Hepburn: Himitsu) | 2006. október 27.   |
| 5  | Barreling Towards Hell Dzsigoku e no Bószó (地獄への暴走; Hepburn: Jigoku e no Bōsō)                                                        | 2006. november 4.   |
| 6  | Where the Sun Shines Hi no Ataru Baso (陽のあたる場所; Hepburn: Hi no Ataru Basho)                                                          | 2006. november 11.  |
| 7  | Bonds Kizuna (絆; Hepburn: Kizuna) | 2006. november 18.  |
| 8  | The Fake Hell Link Nisze Dzsigoku Cúsin (偽地獄通信; Hepburn: Nise Jigoku Tsūshin)                                                          | 2006. november 25.  |
| 9  | Elder Brother, Younger Sister Ani Imóto (あにいもうと; Hepburn: Ani Imōto)                                                                  | 2006. december 2.   |
| 10 | Anna Sone's Intimate Holiday Szone Anna no Nureta Kjúdzsicu (曽根アンナの濡れた休日; Hepburn: Sone Anna no Nureta Kyūjitsu)                 | 2006. december 9.   |
| 11 | The Distant Room Next Door Tói Rinsicu (遠い隣室; Hepburn: Tōi Rinshitsu)                                                                   | 2006. december 16.  |
| 12 | Black Rut Kuro no Vadacsi (黒の轍; Hepburn: Kuro no Wadachi)                                                                                | 2006. december 23.  |
| 13 | Tragedy of the V V no Szangeki (Vの惨劇; Hepburn: V no Sangeki)                                                                             | 2007. január 6.     |
| 14 | The Peaceful Lakeshore Sizuka na Kohan (静かな湖畔; Hepburn: Shizuka na Kohan)                                                              | 2007. január 13.    |
| 15 | For the Sake of This Country Kono Kuni no Tame ni (この国のために; Hepburn: Kono Kuni no Tame ni)                                           | 2007. január 20.    |
| 16 | Aspiring Femme Fatale Akudzso Sigan (悪女志願; Hepburn: Akujo Shigan)                                                                       | 2007. január 27.    |
| 17 | Silent Gaze Csinmoku no Manazasi (沈黙のまなざし; Hepburn: Chinmoku no Manazashi)                                                           | 2007. február 3.    |
| 18 | That Person's History Ano Hito no Kioku (あのひとの記憶; Hepburn: Ano Hito no Kioku)                                                        | 2007. február 10.   |
| 19 | Hell Amidst the Steam, Lodging for Travelers Jukemuri Dzsigoku, Tabi no Jado (湯けむり地獄、旅の宿; Hepburn: Yukemuri Jigoku, Tabi no Yado) | 2007. február 17.   |
| 20 | A Maiden's Album Otome no Arubamu (乙女のアルバム; Hepburn: Otome no Arubamu)                                                               | 2007. február 24.   |
| 21 | Paper Balloon Wafting Kamifúszen Fuvari (紙風船ふわり; Hepburn: Kamifūsen Fuwari)                                                           | 2007. március 3.    |
| 22 | Longing Dókei (憧憬; Hepburn: Dōkei) | 2007. március 10.   |
| 23 | Distrust Fusin (不信; Hepburn: Fushin) | 2007. március 17.   |
| 24 | Chain Reaction Rensza (連鎖; Hepburn: Rensa)                                                                                                | 2007. március 24.   |
| 25 | Adrift Hókó (彷徨; Hepburn: Hōkō) | 2007. március 31.   |
| 26 | Dyeing Indigo Aizome (あいぞめ; Hepburn: Aizome)                                                                                            | 2007. április 7.    |

### Dzsigoku Sódzso: Micuganae (3. évad)
| #  | Epizód címe | Első japán sugárzás |
| -- | --- | ------------------- |
| 1  | The Girl Who Found Herself Robbed Ubavareta Sódzso (奪われた少女; Hepburn: Ubawareta Shōjo)                                           | 2008. október 4.    |
| 2  | A Bird in a Cage Kago no Tori (籠ノ鳥; Hepburn: Kago no Tori)                                                                         | 2008. október 11.   |
| 3  | Rotten Fruit Kuszatta Kadzsicu (腐った果実; Hepburn: Kusatta Kajitsu)                                                                 | 2008. október 18.   |
| 4  | Big Brother Aniki (兄貴; Hepburn: Aniki)                                                                                              | 2008. október 25.   |
| 5  | This Mundane World Ucuszemi (うつせみ; Hepburn: Utsusemi)                                                                             | 2008. november 1.   |
| 6  | My Teacher Vatasi no Szenszei (わたしのセンセイ; Hepburn: Watashi no Sensei)                                                          | 2008. november 8.   |
| 7  | Liar Uszocuki (うそつき; Hepburn: Usotsuki)                                                                                           | 2008. november 15.  |
| 8  | Neighbour Tonari (隣; Hepburn: Tonari)                                                                                                | 2008. november 22.  |
| 9  | Stray Inari Spirit Hagure Inari (はぐれ稲荷; Hepburn: Hagure Inari)                                                                   | 2008. november 29.  |
| 10 | The Goldfish in the Mirror Kagami no Naka no Kingjo (鏡の中の金魚; Hepburn: Kagami no Naka no Kingyo)                                 | 2008. december 6.   |
| 11 | Blotted Paper Nidzsinda pédzsi (滲んだ頁; Hepburn: Nijinda pēji)                                                                      | 2008. december 13.  |
| 12 | The Midsummer Chart Manacu no gurafu (真夏のグラフ; Hepburn: Manatsu no gurafu)                                                       | 2008. december 20.  |
| 13 | Six Coin Lanterns Rokumondóró (六文燈籠; Hepburn: Rokumondōrō)                                                                        | 2008. december 28.  |
| 14 | The Street Corner of Bitterness Urami no macsikado (怨みの街角; Hepburn: Urami no machikado)                                          | 2009. január 10.    |
| 15 | The Rabbit and the Turtle Uszagi to kame (兎と亀; Hepburn: Usagi to kame)                                                             | 2009. január 17.    |
| 16 | The Trap of Temptation Júvaku no vana (誘惑の罠; Hepburn: Yūwaku no wana)                                                             | 2009. január 24.    |
| 17 | Inside the Straw Vara no naka (藁の中; Hepburn: Wara no naka)                                                                         | 2009. január 31.    |
| 18 | Special Radio Szupesaruredeio (スペシャルレディオ; Hepburn: Supesharuredeio)                                                          | 2009. február 7.    |
| 19 | Snow, Moon and Cherry Blossoms Szecugekka (雪月花; Hepburn: Setsugekka)                                                               | 2009. február 14.   |
| 20 | The Hell Professor vs. Hell Girl Dzsigoku Hakasze tai Dzsigoku Sódzso (地獄博士 対 地獄少女; Hepburn: Jigoku Hakase tai Jigoku Shōjo) | 2009. február 21.   |
| 21 | Right in Front Behind You Usiro no sómen (うしろの正面; Hepburn: Ushiro no shōmen)                                                    | 2009. február 28.   |
| 22 | Flower and Moon Hana to cuki (華と月; Hepburn: Hana to tsuki)                                                                         | 2009. március 7.    |
| 23 | Twilight Hills Higure zaka (日暮れ坂; Hepburn: Higure zaka)                                                                           | 2009. március 14.   |
| 24 | Mayfly Kageró (蜉蝣; Hepburn: Kagerō)                                                                                                 | 2009. március 21.   |
| 25 | Yuzuki Juzuki (ゆずき; Hepburn: Yuzuki)                                                                                               | 2009. március 28.   |
| 26 | The Path Left by a Soul Tamasii no kiszeki (魂の軌跡; Hepburn: Tamashii no kiseki)                                                    | 2009. április 4.    |